# Extensionsverband
Bei einem Extensionsverband (auch Streckverband) handelt sich um einen Verband, der an einer Extremität angebracht, zum Einrenken von Knochenbrüchen (Frakturen) oder zur Korrektur einer Fehlstellung genutzt wird.
Dabei wird über eine am Verband anhängige Schnur ein Gewicht angehängt. Durch diesen Zug in die jeweils benötigte Richtung kann im Wachstum eine Fehlstellung ausgeglichen oder bei Frakturen die richtige Stellung der Bruchstücke zueinander gehalten werden. Im Jahr 1903 hatte Bernhard Bardenheuer einen von ihm beschriebenen Heftpflaster-Extensionsverband eingeführt, der den von Louis Joseph Seutin angegebenen Pappe-Kleister-Verband ablöste. Extensionsschienen waren hingegen schon zur Zeit von Hippokrates von Kos bekannt, und im 14. Jahrhundert hatte Guy de Chauliac einen an die Haut geklebten Dauerstreckverband beim Oberschenkelbruch erwähnt. Die Therapiedauer differiert je nach Fall von einigen Tagen bis zu 10 Wochen. Es werden damit in der Kinderorthopädie z. B. Hüftgelenksdysplasien (Fehlwüchse) behandelt.